# هانری کلینتون
هانری کلینتون (انگلیسی: Henry Clinton; ۹ مارس ۱۷۷۱ – ۱۱ دسامبر ۱۸۲۹) فرد نظامی اهل پادشاهی متحد بریتانیای کبیر و ایرلند بود. وی همچنین برندهٔ جوایزی همچون انجمن سلطنتی ولفی و نشان حمام شده‌است.